# Bácovice
Bácovice (německy Batschowitz) jsou obec v okrese Pelhřimov v Kraji Vysočina. Žije zde 94 obyvatel. Leží ve svahu kopce Na Vrších (574 m) nad levým břehem řeky Hejlovka přibližně 6,5 kilometrů severozápadně od Pelhřimova. V jihovýchodní části obce leží rybník využívaný ke koupání.

## Název
Název se vyvíjel od varianty Paczowicz (1379), Baczowicz (1390, 1415), Bacowice (1550), Bacžiowicze (1654), Bacžowitz (1790), Batschowitz a Bašowice (1842), Bacovice (1854) až k podobě Bácovice (1904). Místní jméno znamenalo ves lidí Bácových. Tvar Bačovice vznikl v kancelářích, kde ve jméně Baczowicze četli první -sz- jako č. Pojmenování je rodu ženského, čísla pomnožného, genitiv zní Bácovic.

## Historie
První písemná zmínka o obci pochází z roku 1379. Patřila k červenořečickému panství, které vlastnilo pražské arcibiskupství. V roce 1545 ji koupil Pelhřimov. S ním přešla do vlastnictví pánů z Říčan a roku 1572 do držení města. Od roku 1577 byla obec dědičnou součástí Pelhřimova. 

## Obyvatelstvo
| Rok            | 1869 | 1880 | 1890 | 1900 | 1910 | 1921 | 1930 | 1950 | 1961 | 1970 | 1980 | 1991 | 2001 | 2011 | 2021 |
| -------------- | ---- | ---- | ---- | ---- | ---- | ---- | ---- | ---- | ---- | ---- | ---- | ---- | ---- | ---- | ---- |
| Počet obyvatel | 215  | 212  | 197  | 216  | 220  | 227  | 177  | 125  | 97   | 95   | 82   | 65   | 65   | 69   | 82   |
| Počet domů     | 32   | 33   | 33   | 35   | 36   | 36   | 35   | 29   | 28   | 26   | 24   | 24   | 26   | 31   | 37   |

## Obecní správa
Mezi lety 1869–1974 Bácovice byly obcí v okrese Pelhřimov. Od 1. ledna 1975 do 31. prosince 1991 patřily jako část města k Červené Řečici a od 1. ledna 1992 jsou opět samostatnou obcí, ale Milotičky již zůstaly součástí Červené Řečice. V letech 1869–1910 a 1960–1974 k obci patřily Milotičky.

## Pamětihodnosti
- Kaplička z roku 1829 stojí na severní straně návsi.[5]
- Usedlosti se sklenutými prostorami na střední sloup (např. čp. 3 s dvoutraktovou stájí s plackovou klenbou a kamennými sloupy s jednoduchými hlavicemi z 1. poloviny 19. století). Z pohledu lidové architektury jsou zajímavé i domy čp. 1 a čp. 32.[5]